# 4-羟基苯甲醛
4-羟基苯甲醛是一种有机化合物，化学式为C7H6O2，存在于天麻兰、山珊瑚和香莢蘭中。它可由天麻苷元的催化氧化反应制得。它和乙酸酐反应，可以得到4-乙酰氧基苯甲醛。